# Trùng Khánh (huyện)
Trùng Khánh là một huyện biên giới thuộc tỉnh Cao Bằng, Việt Nam.

## Địa lý

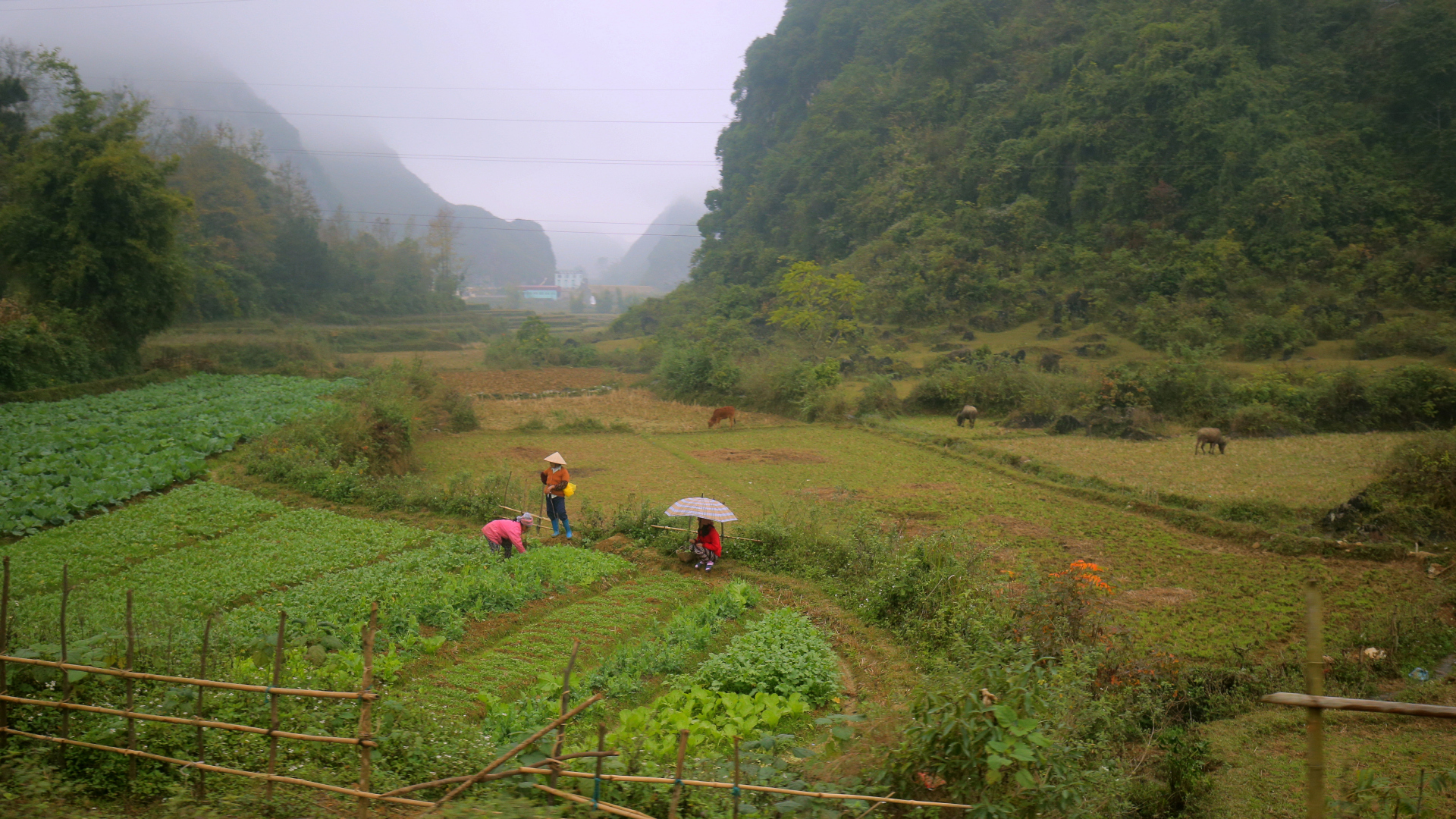
Nông thôn ở Pò Tâu, Trùng Khánh

Huyện Trùng Khánh nằm ở phía đông bắc của tỉnh Cao Bằng, nằm cách thành phố Cao Bằng khoảng 58 km về phía tây nam, cách Cửa khẩu Trà Lĩnh khoảng 28 km về phía tây bắc, cách trung tâm thủ đô Hà Nội khoảng 307 km về phía tây nam, có vị trí địa lý:
- Phía đông giáp huyện Hạ Lang
- Phía tây giáp huyện Hà Quảng
- Phía nam giáp huyện Hòa An và huyện Quảng Hòa
- Phía bắc giáp Trung Quốc.

Huyện Trùng Khánh có diện tích 688,01 km², dân số năm 2019 là 70.425 người, mật độ dân số đạt 102 người/km².
Huyện lỵ của huyện là thị trấn Trùng Khánh nằm trên Quốc lộ 4 và đường tỉnh 206. Huyện có 2 cửa khẩu quốc gia với Trung Quốc là cửa khẩu Trà Lĩnh ở thị trấn Trà Lĩnh, cửa khẩu Pò Peo ở xã Ngọc Côn và các đường tiểu ngạch khác.

### Tài nguyên khoáng sản
Trùng Khánh là một huyện giàu tài nguyên khoáng sản, đặc biệt là quặng mangan: mỏ Thông Huề (xã Đoài Dương, gần đèo Khau Liêu), mỏ Tà Than (xã Lăng Hiếu), mỏ Roọng Tháy (xã Trung Phúc), mỏ Kha Moong (xã Đình Phong), mỏ Bản Piên, mỏ Lũng Phjắc (xã Đàm Thủy), mỏ Nậm Thơm (xã Khâm Thành), sát biên giới Trung Quốc và mỏ Pác Chang (xã Khâm Thành).

## Hành chính
Huyện Trùng Khánh có 21 đơn vị hành chính cấp xã trực thuộc, bao gồm 2 thị trấn: Trùng Khánh (huyện lỵ), Trà Lĩnh và 19 xã: Cao Chương, Cao Thăng, Chí Viễn, Đàm Thủy, Đình Phong, Đoài Dương, Đức Hồng, Khâm Thành, Lăng Hiếu, Ngọc Côn, Ngọc Khê, Phong Châu, Phong Nặm, Quang Hán, Quang Trung, Quang Vinh, Tri Phương, Trung Phúc, Xuân Nội.

## Lịch sử
Huyện Trùng Khánh là vùng đất cổ, gắn liền với quá trình dựng nước và giữ nước của dân tộc. Tên gọi Trùng Khánh đã được đề cập từ khá sớm trong sử sách.
Thời kỳ nhà Lý (1010–1225) có tên gọi là Tư Lang. Đến thời kỳ nhà Trần (1225–1400) vẫn mang tên gọi như trước.
Đời thuộc Minh, chia Tư Lang làm Thượng Tư Lang và Hạ Tư Lang. Thời nhà Lê đổi làm Thượng Lang. Vào thời kỳ nhà Lê (Lê Thánh Tông), niên hiệu Hồng Đức (1470–1497) thì phủ Cao Bằng còn thuộc thừa tuyên Thái Nguyên, gồm 4 châu, trong đó châu Thượng Lang (Trùng Khánh ngày nay) có 29 xã. Thượng Lang từ lúc đó đến thời kỳ nhà Mạc (1592–1677) kéo dài đến năm 1802–1820.
Thời vua Gia Long thì châu Thượng Lang được ghi rõ hơn, trong sách "Tên làng xã Việt Nam đầu thế kỷ XIX" có ghi rằng: châu Thượng Lang có 4 tổng, 35 xã, thôn; trong đó:
- Tổng Lăng Yên có 13 xã, thôn
- Tổng Nga Ổ có 9 xã, thôn
- Tổng Ỷ Cống có 9 xã, lũng
- Tổng Dương Châu có 6 xã.

Năm Minh Mệnh thứ 7 (1826), đổi tên phủ Cao Bằng thành phủ Trùng Khánh.
Năm Minh Mệnh thứ 12 (1831), sau cải cách hành chính, đổi trấn làm tỉnh (1831), đổi châu làm huyện (1834) thì tỉnh Cao Bằng có 1 phủ là phủ Trùng Khánh và 5 huyện. Huyện Thượng Lang thời kỳ này có 4 tổng với 37 xã, thôn.
Những năm cuối thế kỷ XIX, Cao Bằng có phủ Trùng Khánh và phủ Hòa An, trong đó phủ Trùng Khánh có 3 châu là: Thượng Lang, Hạ Lang và Quảng Uyên.
Đầu thế kỷ XX, tỉnh Cao Bằng đổi tên thành Đạo quan binh thứ nhì, gồm phủ Hòa An (phủ lỵ ở Nước Hai) với 7 châu, miền đông vẫn gồm phủ Trùng Khánh, gồm 3 châu. Châu Thượng Lang có châu lỵ đặt ở Trùng Khánh phủ.
Năm 1928, theo cuốn "Danh mục các làng xã Bắc Kỳ" xuất bản tại Hà Nội, thì Cao Bằng có 1 phủ, 38 tổng, 230 xã; khi đó châu Thượng Lang có 6 tổng, 42 xã. Tổng Lăng Yên 11 xã, tổng Nga Ổ 5 xã, tổng Phong Châu 6 xã, tổng Phong Đằng 7 xã, tổng Trà Lĩnh 7 xã, tổng Ỷ Cống 6 xã.
Năm 1942, tổng Trà Lĩnh tách khỏi phủ Trùng Khánh, lập thành châu Trấn Biên.
Năm 1945, tổng Phong Đằng tách khỏi phủ Trùng Khánh và nhập vào châu Hạ Lang.
Sau Cách mạng tháng Tám năm 1945, phủ Trùng Khánh đổi tên thành huyện Trùng Khánh thuộc tỉnh Cao Bằng.
Sau năm 1975, huyện Trùng Khánh thuộc tỉnh Cao Lạng, bao gồm thị trấn Trùng Khánh (huyện lỵ: tên bản địa là Co Sàu) và 24 xã: Cảnh Tiên, Cao Thăng, Chí Viễn, Đàm Thủy, Đình Minh, Đình Phong, Đoài Côn, Đức Hồng, Đức Quang, Khâm Thành, Kim Loan, Lăng Hiếu, Lăng Yên, Lý Quốc, Minh Long, Ngọc Chung, Ngọc Khê, Phong Châu, Phong Nặm, Quang Thành, Thân Giáp, Thắng Lợi, Thông Huề, Trung Phúc. và đến ngày 29 tháng 12 năm 1978, huyện Trùng Khánh thuộc tỉnh Cao Bằng vừa được tái lập.
Ngày 8 tháng 10 năm 1980, Hội đồng Chính phủ ban hành Quyết định 332-CP về việc giải thể xã Quang Thành sáp nhập vào các xã Đình Phong, Chí Viễn, Phong Châu.
Ngày 10 tháng 6 năm 1981, thành lập xã Đồng Loan trên cơ sở điều chỉnh một phần diện tích và dân số của các xã Lý Quốc, Minh Long và Thắng Lợi; điều chỉnh một phần diện tích và dân số của xã Minh Long vào xã Lý Quốc; điều chỉnh một phần diện tích và dân số của xã Chí Viễn vào xã Đàm Thủy.
Ngày 1 tháng 9 năm 1981, Hội đồng Bộ trưởng ban hành Quyết định 44-HĐBT về việc chuyển 6 xã: Minh Long, Lý Quốc, Đức Quang, Thắng Lợi, Kim Loan, Đồng Loan về huyện Hạ Lang vừa tái lập.
Ngày 13 tháng 12 năm 2007, thành lập xã Ngọc Côn trên cơ sở điều chỉnh 2.367,63 ha diện tích tự nhiên và 2.226 nhân khẩu của xã Ngọc Khê.
Ngày 10 tháng 1 năm 2020, Ủy ban Thường vụ Quốc hội ban hành Nghị quyết số 864/NQ-UBTVQH14 về việc sắp xếp các đơn vị hành chính cấp huyện, cấp xã thuộc tỉnh Cao Bằng (nghị quyết có hiệu lực từ ngày 1 tháng 2 năm 2020). Theo đó:
- Sáp nhập xã Đình Minh vào thị trấn Trùng Khánh
- Sáp nhập xã Cảnh Tiên vào xã Đức Hồng
- Sáp nhập xã Lăng Yên vào xã Lăng Hiếu
- Sáp nhập xã Ngọc Chung vào xã Khâm Thành
- Hợp nhất 3 xã Thông Huề, Đoài Côn, Thân Giáp thành xã Đoài Dương.

Sau khi điều chỉnh, huyện Trùng Khánh bao gồm thị trấn Trùng Khánh và 13 xã: Cao Thăng, Chí Viễn, Đàm Thủy, Đình Phong, Đoài Dương, Đức Hồng, Khâm Thành, Lăng Hiếu, Ngọc Côn, Ngọc Khê, Phong Châu, Phong Nặm, Trung Phúc.
Ngày 11 tháng 2 năm 2020, Ủy ban Thường vụ Quốc hội ban hành Nghị quyết số 897/NQ-UBTVQH14 về việc sắp xếp các đơn vị hành chính cấp huyện và đổi tên đơn vị hành chính cấp xã thuộc tỉnh Cao Bằng (nghị quyết có hiệu lực từ ngày 1 tháng 3 năm 2020). Theo đó:
- Sáp nhập 219,63 km² diện tích tự nhiên và 20.257 người của huyện Trà Lĩnh vừa giải thể (gồm thị trấn Hùng Quốc và 6 xã: Cao Chương, Quang Hán, Quang Trung, Quang Vinh, Tri Phương, Xuân Nội) vừa giải thể vào huyện Trùng Khánh
- Đổi tên thị trấn Hùng Quốc thành thị trấn Trà Lĩnh thuộc huyện Trùng Khánh.

Huyện Trùng Khánh có 2 thị trấn và 19 xã như hiện nay.

## Du lịch

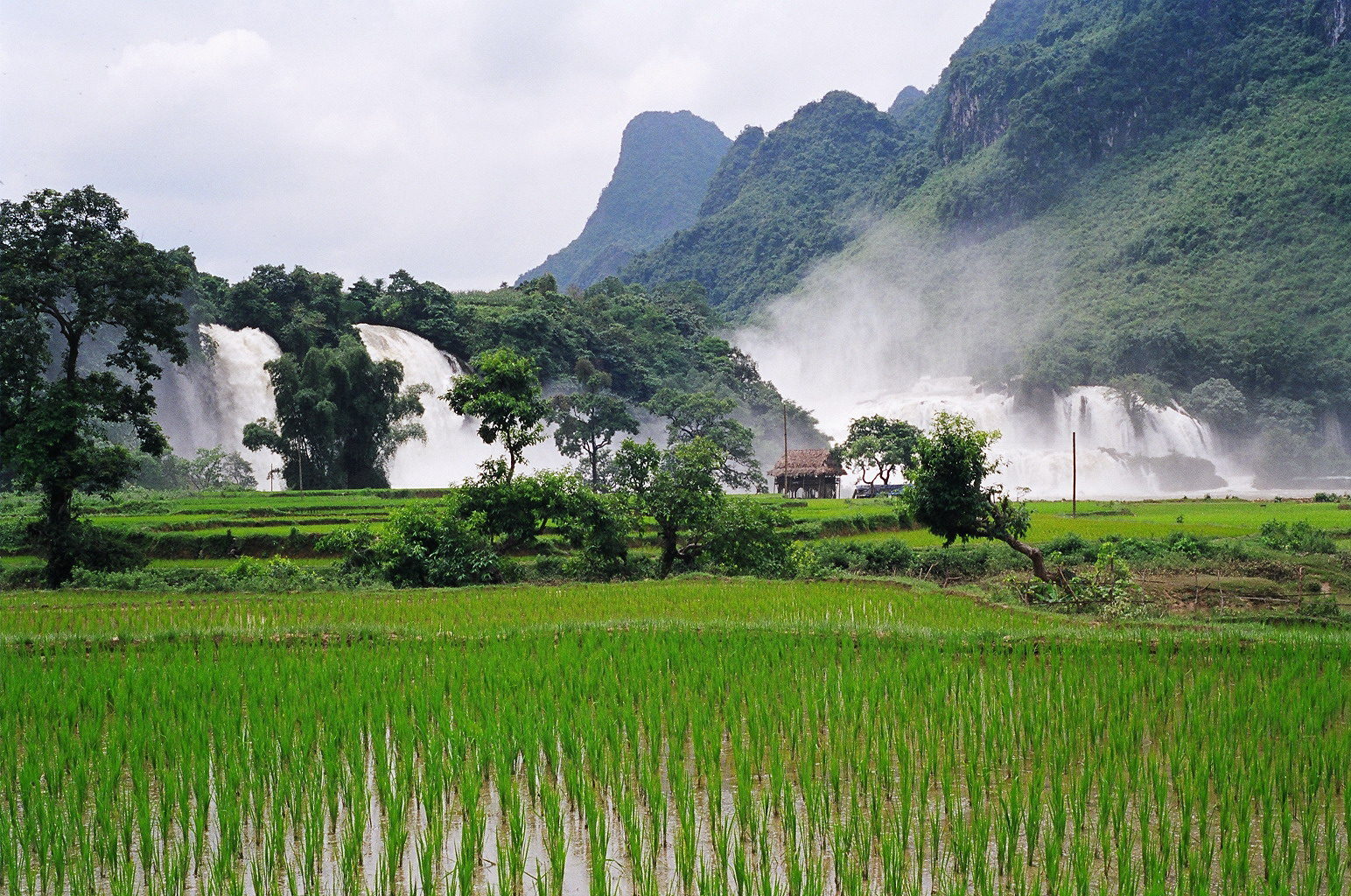
Thác Bản Giốc

Hai danh lam thắng cảnh nổi tiếng cả nước, toạ lạc trên địa bàn huyện là thác Bản Giốc trên biên giới Việt - Trung và động Ngườm Ngao.
Ngoài ra, trên địa bàn Trùng Khánh còn có nhiều cảnh đẹp như Chùa Phật Tích Trúc Lâm Bản Giốc (xã Đàm Thủy), Núi Thủng Nặm Chá (xã Cao Chương), các cánh đồng Phong Nặm, Ngọc Khê, Ngọc Côn dọc hai bên bờ sông Quây Sơn.

### Đặc sản
Đặc sản nổi tiếng của huyện Trùng Khánh là: hạt dẻ Trùng Khánh, bánh khảo Thông Huề, quýt Quang Hán,...

## Giao thông
Đường bộ có Quốc lộ 4A, Quốc lộ 34 và có dự án đường cao tốc Đồng Đăng – Trà Lĩnh đi qua hiện đang được triển khai xây dựng.